# Spiegel Wissen
Spiegel Wissen war ein werbefinanziertes Internet-Wissensportal, welches Lexikon-, Enzyklopädie- und bestimmte Zeitschriftenartikel seit dem Frühjahr 2008 kostenfrei zur Verfügung stellte.
Das Angebot umfasste sämtliche digital aufbereitete Artikel des Magazins Der Spiegel (die beiden letzten Ausgaben ausgenommen), von Spiegel Online, dem Manager Magazin, der Bertelsmann-Lexika und -Wörterbücher (Wahrig). Mit einer Live-Feed-Verknüpfung waren auch die enzyklopädischen Artikel der deutschsprachigen Wikipedia zugänglich. Der Betreiber hatte für die Nutzung des Wikipedia-Logos eine Lizenz und nutzte eine offizielle Anbindung an die Wikipedia-Datenbank.

## Geschichte
Bis Januar 2009 war die Spiegel Wissen GmbH & Co KG ein Joint Venture der Spiegelnet GmbH und der Bertelsmanntochter Wissen Media Group, später übernahm Spiegel den Bertelsmann-Anteil. Geschäftsführer war Hauke Janssen, Leiter Dokumentation im Spiegel-Verlag. Die Vermarktung betrieb die Spiegelnet-Tochter Quality Channel.
Seit Oktober 2009 wurde das Angebot von Spiegel Wissen schrittweise mit neuem Konzept in Spiegel Online bzw. Manager Magazin online integriert.